# Giulio Salvadori
Giulio Salvadori (Monte San Savino, 14 settembre 1862 – Roma, 7 ottobre 1928) è stato un poeta e critico letterario italiano.

## Biografia
Quarto di sette figli, dopo aver trascorso la sua giovinezza nel paese natio di Monte San Savino dove stringe una duratura amicizia con lo storico Gian Francesco Gamurrini, nel 1875 si trasferisce assieme alla sua famiglia a Roma dove frequenta il Liceo classico Ennio Quirino Visconti. Conosce lo scrittore Edoardo Scarfoglio che lo introduce a Gabriele D'Annunzio e intraprende la prima attività letteraria, collaborando con varie riviste come Cronaca bizantina, in con cui esordisce il 31 ottobre 1881 con il sonetto Contrasto, e Capitan Fracassa.
Per aiutare economicamente la famiglia, nel 1884 diventa professore reggente di terza classe nel Liceo classico Francesco Stabili ad Ascoli Piceno, ma un forte tormento interiore lo porta nel 1885 ad avvicinarsi alla Chiesa cattolica da cui si era allontanato in precedenza. Nello stesso anno fa ritorno a Roma e ottiene la laurea in lettere, diventando insegnante fino al 1890 e direttore nel 1887 nel ginnasio comunale di Albano Laziale, in provincia di Roma. Nel 1889 pubblica la raccolta di poesie Il canzoniere civile. Nel 1886, anche grazie all'incontro con Paul Sabatier, veste l'abito del terzo ordine francescano a cui segue nel 1893 la professione religiosa presso la congregazione dell'Aracoeli in Roma. Fonda l'associazione a scopo caritatevole Unione per il Bene allo scopo di svolgere l'opera di assistenza sociale.
Dal 1890 al 1899 è professore al Liceo ginnasio statale Terenzio Mamiani e successivamente al Liceo ginnasio Torquato Tasso (Roma), dove ritornerà dal 1910 al 1917. Dal 1902 al 1910 è invece libero docente di letteratura italiana all'Università degli Studi di Roma "La Sapienza" dove ottenne poi la cattedra di stilistica poi riavuta fino al 1923 quando venne soppressa. È poi professore ordinario di lettere italiane e preside della facoltà di lettere e filosofia presso l'Università Cattolica del Sacro Cuore; in seguito gli venne assegnata la cattedra dantesca e l'insegnamento nell'Istituto Superiore di Magistero, dipendente dalla medesima Università Cattolica.
Papa Pio X gli affida nel 1912 la revisione letteraria del suo catechismo, mentre dieci anni dopo scrive il testo dell'inno Pane del cielo utilizzato nel XXVI Congresso Eucaristico Internazionale. Nel 1928 rifiuta la proposta di Giovanni Gentile di collaborare alla creazione dell'Enciclopedia Treccani. Il 1º ottobre 1928 viene colpito da una violenta polmonite che lo porta alla morte il 7 ottobre: è stato sepolto nella Basilica di Santa Maria in Aracoeli.